# 丹鱼
丹鱼是传说中的鱼。出入有赤光环绕。用其血涂在脚上可步行在水上。

## 文獻记载
- 北魏·郦道元《水经注·丹水》：「水（丹水）出丹鱼。先夏至十日，夜伺之，鱼浮水侧，赤光上照如火。网取之，割其血以涂足，可以步行水上。长居渊中。」
- 宋·沈括《梦溪笔谈》：「河（洛河）见丹鱼，其光如烛，民皆异之，然莫敢捕食，为其神也。」